# Historia naturalna Polski
Historia naturalna Polski – polski telewizyjny serial dokumentalny poświęcony ewolucji środowiska naturalnego Polski w dziejach Ziemi. Film realizowany był przez ekipę Akademickiej Telewizji Edukacyjnej Uniwersytetu Gdańskiego, pierwsze zdjęcia do filmu rozpoczęły się już w 2001 roku. Współfinansowana przez Narodowy Fundusz Ochrony Środowiska i Gospodarki Wodnej oraz Wojewódzki Fundusz Ochrony Środowiska i Gospodarki Wodnej w Gdańsku. Serial emitowany był na antenie TVP1.

## Lista odcinków
1. Podwójne życie skał – w pierwszym odcinku poznajemy tzw. transeuropejską strefę szwu, która przebiega przez Polskę.
2. Eksplozja życia – drugi odcinek opowiada o początkach życia na Ziemi. Również autorzy filmu próbują odpowiedzieć na pytanie, jak rozwijało się życie w morzu pokrywającym przed 500 milionami lat obszar dzisiejszej Polski. Ostatnim wątkiem tego odcinka jest próba wyjaśnienie wielkiego wymierania organizmów, które miało miejsce 400 milionów lat temu.
3. Życie wychodzi na ląd – w tym odcinku poznajemy organizmy, które opuściły oceany i zaczęły żyć na lądzie. Omawiane są także ruchy górotwórcze oraz powstanie pokładów węgla karbońskiego i zlodowacenie jakie nastąpiło na Ziemi 300 milinów lat temu.
4. Imperium gadów – czwarty odcinek poświęcony jest wyprawie polski naukowców na pustynie Gobi oraz o znaleziskach ery gadów w Polsce. Autorzy pokazują również prace naukowców nad rekonstrukcją pradawnych gatunków, a także odpowiadają na pytanie, skąd pochodzą ptaki oraz rozkwicie i upadku amonitów.
5. Nowy świat – w kolejnym odcinku poznajemy świat po wyginięciu dinozaurów. Naukowcy odpowiadają na pytanie, czemu dinozaury wyginęły, a krokodyle nie. Ukazane zostaje odrodzenie życia po wielkie zagładzie organizmów.
6. Epoka lodowcowa – szósty odcinek poświęcony jest wpływie epoki zlodowaceń na ukształtowanie terenu w Polsce. Poznajemy zwierzęta z czasów epoki lodowcowej (np. mamuty i niedźwiedzie jaskiniowe) oraz  człowieka plejstocenu, którego ślady również znaleziono na obszarze Polski.
7. Klimatyczna ruletka – w tym odcinku naukowcy odtwarzają historię klimatu na terenach Polski po zlodowaceniu. Poznajemy podstawowe cechy klimatu Polski oraz najważniejsze dla tego kraju procesów klimatotwórcze.
8. Gigantyczny mur - odcinek poświęcony historii Tatr oraz Karpat, Alp i Morza Tetydy. Przedstawione zostają również najstarsze odkryte szczątki człowieka znalezionego w Polsce.
9. Zielony świat – dziewiątym odcinku autorzy próbują odpowiedzieć na pytanie, jak daleko sięga historia rozwoju współczesnych lasów. Mowa także jest o skutkach działalności człowieka w czasach historycznych oraz o idei zakładania rezerwatów, pomników przyrody i roli leśnych banków genów w odtwarzani ekosystemu leśnego.
10. Wodny świat – w kolejny odcinku przedstawione zostaje środowisko wodne Polski. Mowa jest o wodach podziemnych i ingerencji człowieka w środowisko wodne.
11. Niespokojny żywot morza – w przedostatnim odcinku poznajemy dzieje Bałtyku. Przedstawione zostają etapy zasiedlania morza przez organizmy jak również wpływ działalność człowieka na morze i o próbach odtworzenia niektórych gatunków (np. foki szarej).
12. Ku przyszłości – w ostatnim odcinku autorzy przedstawiają ewolucyjne alternatywy, gdyby dinozaury nie wyginęły, np. powstanie dinozauroidów (myślących gadów). Ponadto mowa o globalnym ociepleniu, o procesie niszczenia polskiego brzegu i prezentowane są technologie przyjazne środowisku, które stosujemy w Polsce.

## Nagrody
W sierpniu 2004 roku odcinek pt. Ku przyszłości zdobył nagrodę Grand Prix na II Międzynarodowym Forum Ekologicznym w Augustowie.